# Bulbophyllum entomonopsis
Bulbophyllum entomonopsis är en orkidéart som beskrevs av Jaap J. Vermeulen och P.O'byrne. Bulbophyllum entomonopsis ingår i släktet Bulbophyllum och familjen orkidéer. Inga underarter finns listade i Catalogue of Life.